# Kővágótöttös
Kővágótöttös község Baranya vármegyében, a Pécsi járásban.

## Fekvése
Pécstől északnyugatra, Bakonya és Kővágószőlős között fekszik; közigazgatási területén áthalad a 6-os főút és a 6605-ös út is, de központja csak Kővágószőlős felől, az előbbi útból ott nyugat felé kiágazó 66 135-ös számú mellékúton érhető el.

## Története
A honfoglalás korából származó, ősmagyar település. Nevét 1332-ben a pápai tizedjegyzékben említették először Thutheus néven. 1332-ben Thetheus, 1397-ben Teuteusnak írták.
Egy 1332-ben készült összeírás szerint a legkisebb méretű települések csoportjába sorolható.
Kővágótöttös birtokosa mindvégig a pécsi káptalan volt.
A falu a török hódoltság alatt ugyan mindvégig lakott maradt, népessége azonban megfogyatkozott.
A 18. században a Rákóczi-szabadságharc itteni hadmozdulatai, majd a „rácdúlás” a falu lakosságának is sok kárt okozott.
A településnév helyesírása 2004. január 1-jéig Kővágótőttős volt.

## Közélete

### Polgármesterei
- 1990–1994: Csörgei Géza (független)[3]
- 1994–1998: Csörgei Géza (független)[4]
- 1998–2002: Lévai Sándor (független)[5]
- 2002–2006: Lévai Sándor (független)[6]
- 2006–2010: Lévai Sándor János (független)[7]
- 2010–2014: Lévai Sándor János (független)[8]
- 2014–2019: Vizslár Irén (független)[9]
- 2019–2024: Vizslár Irén (független)[10]
- 2024– : Vizslár Irén (független)[1]

## Népesség
A település népességének változása:
| Lakosok száma | 329  | 320  | 316  | 303  | 310  | 322  | 330  | 325  |
|               | 2013 | 2014 | 2015 | 2019 | 2021 | 2022 | 2023 | 2024 |

A 2011-es népszámlálás során a lakosok 93,2%-a magyarnak, 22% cigánynak, 1,2% horvátnak, 4,5% németnek, 0,3% románnak, 0,3% szlovénnek mondta magát (6,8% nem nyilatkozott; a kettős identitások miatt a végösszeg nagyobb lehet 100%-nál). A vallási megoszlás a következő volt: római katolikus 49,9%, református 3,3%, evangélikus 0,6%, görögkatolikus 0,9%, felekezeten kívüli 19,9% (24,6% nem nyilatkozott).
2022-ben a lakosság 89,8%-a vallotta magát magyarnak, 5% cigánynak, 2,8% németnek, 1,2% horvátnak, 0,3% szlovénnek, 1,9% egyéb, nem hazai nemzetiségűnek (9,9% nem nyilatkozott; a kettős identitások miatt a végösszeg nagyobb lehet 100%-nál). Vallásuk szerint 46,6% volt római katolikus, 1,6% református, 0,6% evangélikus, 0,9% egyéb katolikus, 17,4% felekezeten kívüli (32,9% nem válaszolt).

## Nevezetességei

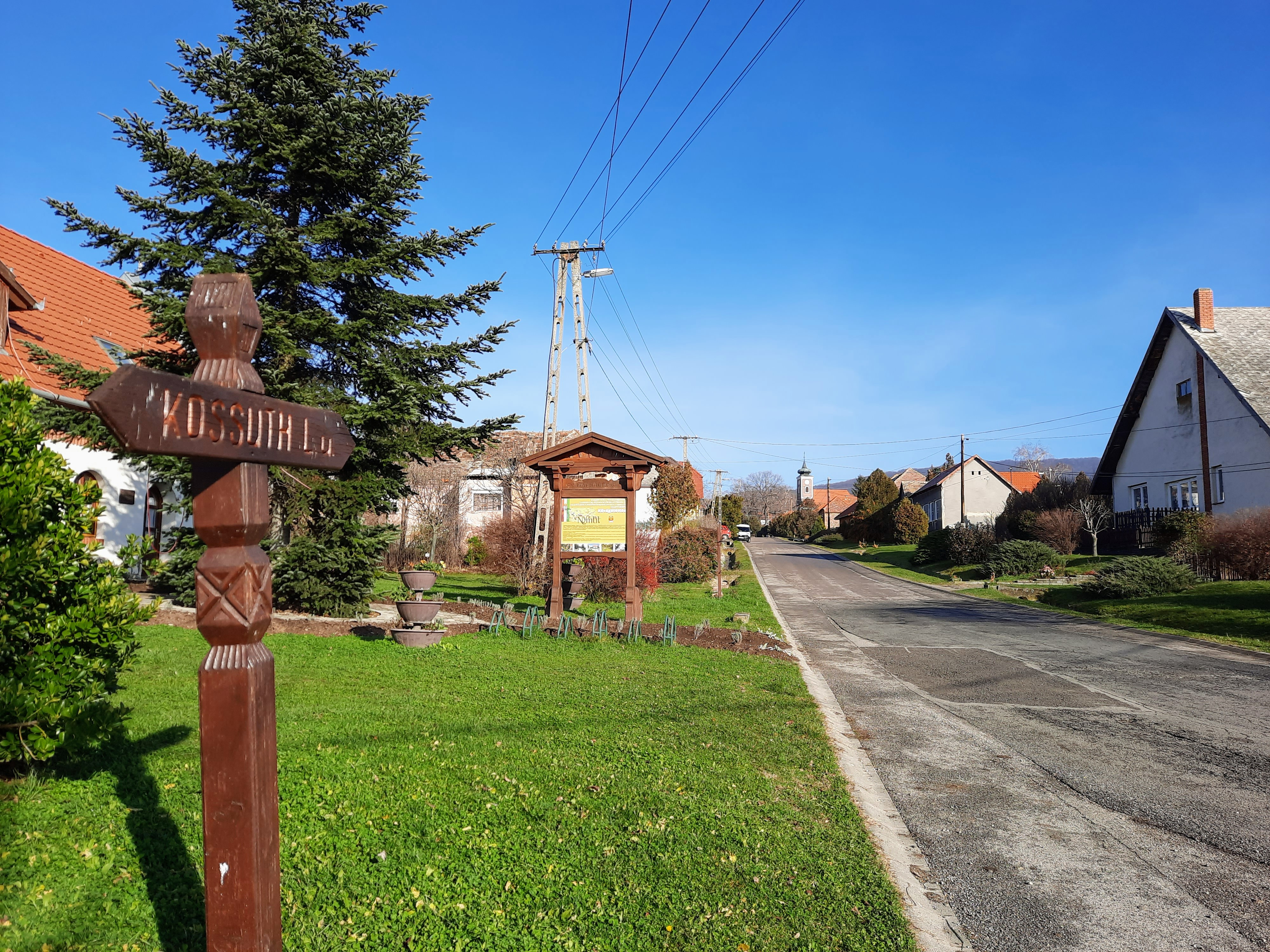
Kossuth utca

A Szent Miklós-templom, a falu temploma a 13. században épült. E korszakból maradt fenn a félköríves szentély, a déli bejárat és három ablak. A hódoltság idején majdnem megsemmisült, mert a török támadások mellett a rácok is megtámadták a települést 1704-ben.
A templomot 1726-ban tatarozták, 1780-ban pedig barokk tornyot építettek hozzá. 1893-ban újra kifestették és a tornyot is felújították. Hajója síkmennyezettel fedett, a bejárati részen csehsüvegboltozatos kórus van. Szenteltvíztartója a román korból származik. Az 1871-ben átadott Angster-orgonáját 2011-ben restaurálták.
A templom egy domboldalon áll, szépen gondozott park veszi körül egy első világháborús hősi emlékművel.